# Services industriels de Genève
Pour les articles homonymes, voir SIG.
Les Services industriels de Genève (SIG) sont un établissement public du canton de Genève, en Suisse, chargé notamment de la distribution de l'eau potable, du gaz, de l'électricité et de la chaleur à distance sur l'ensemble du canton de Genève, ainsi que de la gestion des réseaux correspondants. Ils s'occupent également du traitement des eaux usées, de l'incinération des déchets et de la gestion d'un réseau de fibre optique.

## Historique

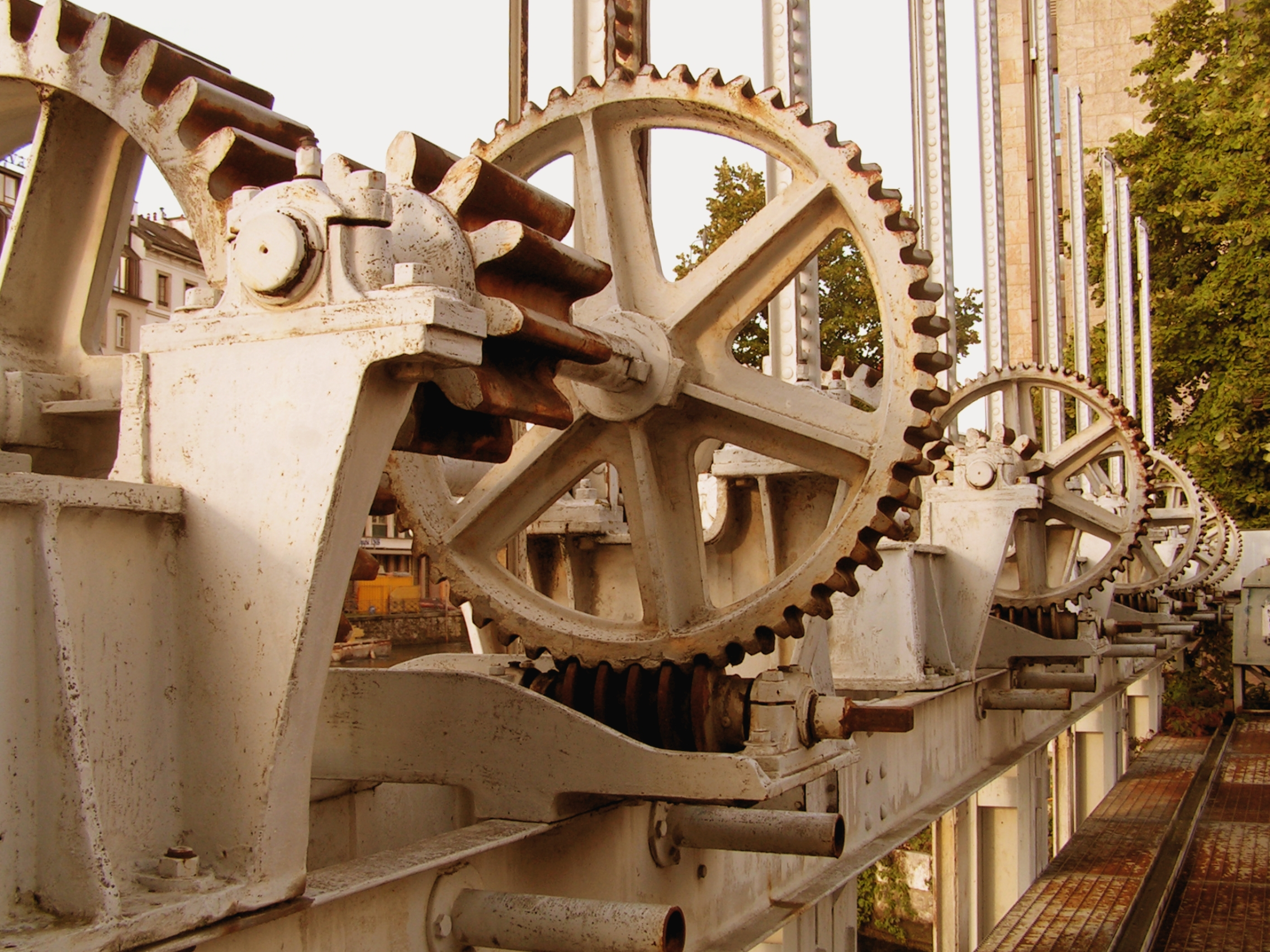
Installations du pont de la Machine.

Créés le 1er janvier 1896, les Services industriels de Genève (SIG) sont nés de la municipalisation des compagnies gazières et électriques privées qui desservaient la ville de Genève. À ces activités, les municipalités ont également confié aux services industriels le service de l'eau. Soumis à l'origine à un marché ouvert et concurrentiel, ils étendent peu à peu leur réseau et les concurrents s'effacent au cours des années face à des investissements financiers lourds.
En 1931, après votation populaire, les SIG deviennent un établissement de droit public et exploitent les concessions pour le compte de la ville de Genève. La loi concernant ce changement fait partie d’un ensemble de sept lois adoptées lors de la fusion des communes de Plainpalais, Eaux-Vives et Petit-Saconnex avec celle de Genève. Régie autonome, les SIG sont alors dirigés par un conseil d'administration représenté par les communes, la ville et le canton de Genève,. L'administration déménage alors à la Coulouvrenière, un nouveau bâtiment est construit qui accueille les Services de l’électricité.
Avec la forte croissance et l'explosion de la demande énergétique électrique d'après-guerre, la ville de Genève ne peut plus investir dans l'adaptation et l'extension du réseau technique. Dès 1973, les SIG deviennent un établissement autonome de droit public auquel participe l'ensemble des collectivités publiques genevoises. Le capital est réparti entre l'État de Genève (55 %), la ville de Genève (30 %) et les communes genevoises (15 %).

## Développement durable

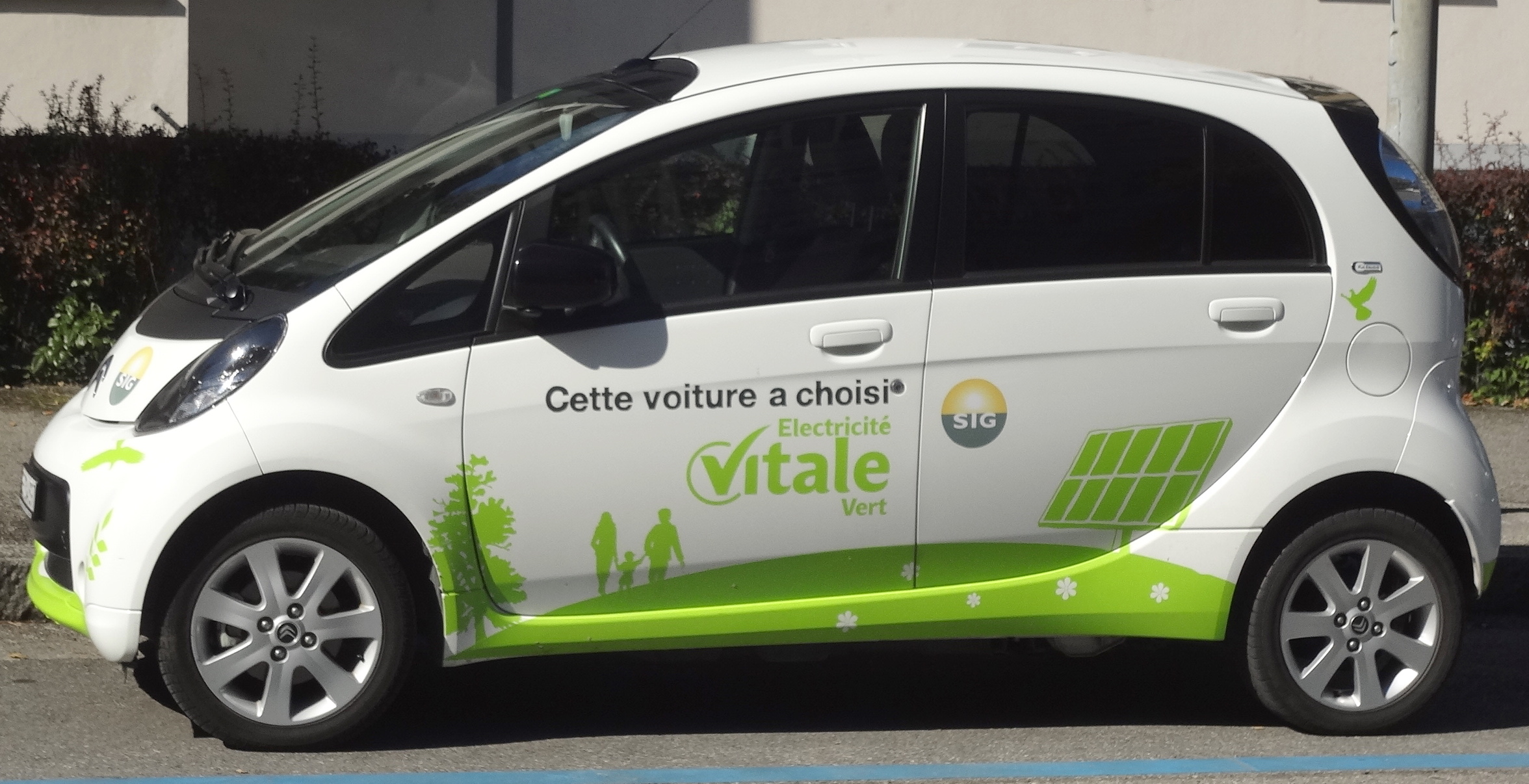
Véhicule d’intervention électrique (Citroën C-Zéro).

Les SIG favorisent depuis 2000 la production d'énergie issue d'énergies renouvelables (solaire photovoltaïque, éolien, biomasse, mini-hydraulique, géothermie).
En 2007, le programme « éco21 » a été lancé par les SIG, il vise à stabiliser, voir diminuer la consommation électrique. Entre 2007 et 2015, la consommation électrique cantonale annuelle a diminué de 4 %. En 2017, soit 10 ans après le début du programme, 155 GWh auraient été économisés.
En 2016, les SIG annoncent que deux millions de francs sont investis annuellement dans deux « fonds environnementaux », alimentés par les clients optant pour l’option « Électricité Vitale Vert ». Le fonds « Éco-Électricité » est consacré à l’amélioration des milieux naturels autour de la rade et du Rhône. Le « Fonds SIG » soutient des projets romands de recherche dans le domaine des énergies renouvelables. Les deux fonds sont administrés par des organes indépendants.
Les barrages de Chancy-Pougny, du Seujet et de Vessy, ainsi que l’autoproduction photovoltaïque, sont certifiés « naturemade star », un label suisse pour l’électricité 100 % renouvelable et écologique.
En février 2018, les SIG lancent une plate-forme de financement participatif, nommée « Impact », destinée à soutenir des projets favorisant la transition énergétique sur le canton de Genève,,.

## Chiffres

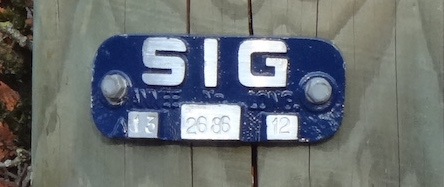
Plaque sur un poteau électrique.

En 2018, les SIG comptent 1 706 employés dans plus d'une centaine de métiers.
275 500 clients sont raccordés au réseau électrique sur le canton de Genève et 95 % de l’électricité provient de sources renouvelables. Le gaz concerne 39 000 clients et la production thermique 54 800.
Les réseaux couvrent 4 560 km pour l’électricité, 700 km pour le gaz, 1 300 km pour l’eau potable, 1 455 km pour les eaux usées, 432 km pour la fibre optique.
225 000 tonnes de déchets sont traités annuellement.

## Patrimoine

### Lac et rade
Le patrimoine des SIG comprend des ouvrages en lien direct avec ses activités et des sites historiques dont le plus célèbre est certainement le jet d'eau de Genève. En face du jet d’eau, sur l'autre rive du Léman, les SIG gèrent au Prieuré une importante station de pompage et de traitement de l’eau (quartier des Pâquis).

### Au cours du Rhône et aux alentours

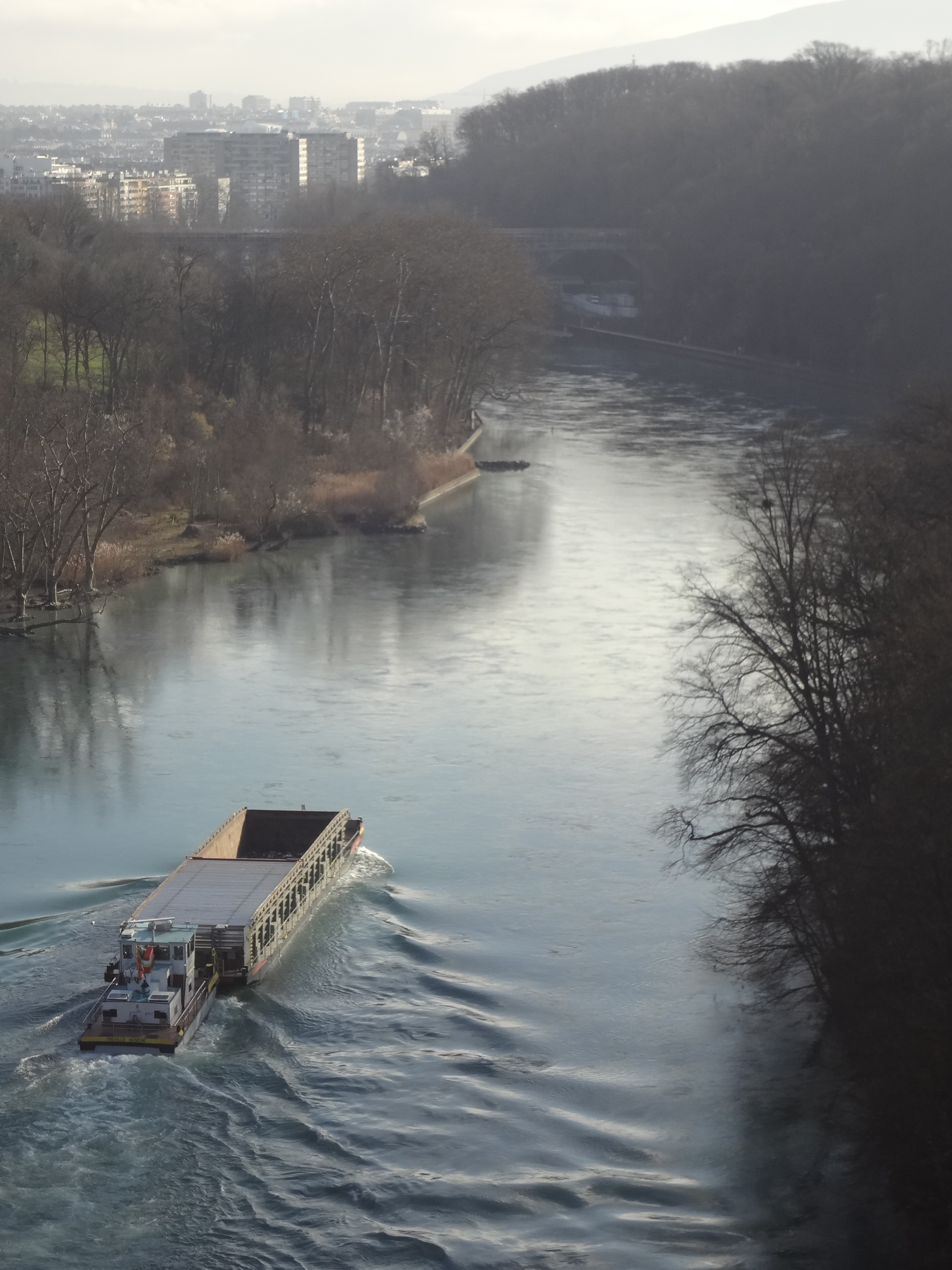
Barge de transport de déchets, reliant la Jonction à l'usine d’incinération des Cheneviers, remontant le Rhône à vide.

En suivant le cours du Rhône, on rencontre de nombreux sites liés aux SIG. À commencer par le pont de la Machine, 3e pont sur le Rhône après sa sortie du Léman, dont l’ancien bâtiment industriel était une usine de pompage qui alimentait les fontaines de la ville (1843-1886). Ce pont joue aussi un rôle de barrage jusqu’en 1995 sur le bras droit du Rhône, le bâtiment accueille aujourd’hui un espace d'exposition des SIG, « Quartier Libre ». Le bras gauche du Rhône s’engouffre près de 500 mètres plus loin sous l’« Usine des forces motrices » (ou usine hydroélectrique de la Coulouvrenière, 1886 - vers 1960), devenue aujourd’hui le bâtiment des Forces motrices. Le barrage du Seujet se trouve 100 mètres en aval, il régule le niveau du Léman, module le débit du Rhône, et produit de l'électricité (20 GWh/an), remplaçant les fonctions de l’usine des forces motrices et du pont de la Machine depuis 1995.
Près d’un kilomètre en aval, juste avant le viaduc ferroviaire de la Jonction, à la pointe de la Jonction où l’Arve se jette dans le Rhône, se trouvent deux installations essentielles pour la gestion des déchets genevois. Sur la rive droite se trouve la station de pompage des eaux-usées de Saint-Jean, qui reçoit depuis 1967 les eaux du collecteur de la rive droite du Rhône et du collecteur passant en siphon sous le Rhône. Le pompage donne de l'altitude aux eaux usées de la ville pour qu'elles puissent s'écouler dans le collecteur général jusqu'à la station d'épuration d'Aïre. Le siphon part de la pointe de la Jonction où arrivent les collecteurs de la rive gauche du Rhône et de la rive droite de l'Arve (où s’écoulent aussi les eaux du collecteur de la rive gauche de l’Arve, depuis le siphon situé à hauteur de l’avenue de Saint-Clotilde). Le quai de chargement des ordures ménagères de la Jonction se trouve sur la rive gauche, au pied du Bois de la Bâtie. Les camions de la voirie déversent là les ordures dans des barges d’une capacité de 170 tonnes qui descendent le Rhône sur 13 km jusqu’à l’usine d’incinération des Cheneviers.
Dans un coude du Rhône et sur la commune de Vernier se trouve depuis 1967 la station d'épuration des eaux usées d'Aïre, la plus grande station d’épuration du canton, reconstruite en 1998-2003. Elle devient propriété des SIG en 2008. Environ 3 km en aval et toujours sur la rive droite se trouve la station d'épuration de Bois-de-Bay mise en service en 2009 sur la commune de Satigny, fruit d’une collaboration franco-suisse. Entre ces deux stations d’Aïre et de Bois-de-Bay se trouvait l’usine hydroélectrique de Chèvres de 1896 à 1943, date de la mise en service du barrage de Verbois. Cette usine touchait les communes de Bernex sur la rive gauche et de Vernier sur la rive droite. À cet emplacement passe aujourd’hui le pont d'Aigues-Vertes de l’autoroute A1. À l’opposé du Bois-de-Bay, à environ 1 km des berges du Rhône en direction de Bernex se trouve Châtillon, une décharge cantonale (traitement, stockage et récupération) et de valorisation des déchets verts.
Environ 3 km en aval, on parvient à l’usine d’incinération des Cheneviers, créée en 1966 et reconstruite en 1993, qui traite 230 000 tonnes de déchets par an,. L’usine des Cheneviers jouxte le barrage de Verbois. Inauguré en 1944, ce barrage de 410 mètres de large et 20 mètres de haut couvre 15 % de la consommation électrique du canton de Genève, avec une production annuelle de 466 GWh. Il est bordé par la plus grande échelle à poissons de Suisse (350 mètres de longueur).
Le barrage de Chancy-Pougny est proche de l'extrémité ouest de Genève et de la Suisse. Il se trouve entre les communes de Avully en Suisse (rive gauche) et de Challex en France. C'est une centrale au fil de l’eau, construite entre 1920 et 1925. D’une production annuelle de 250 GWh/an, le barrage a alimenté les usines du Creusot et depuis 1958 aussi le canton de Genève. Les SIG et la Compagnie nationale du Rhône sont actionnaires de la Société des forces motrices de Chancy-Pougny.

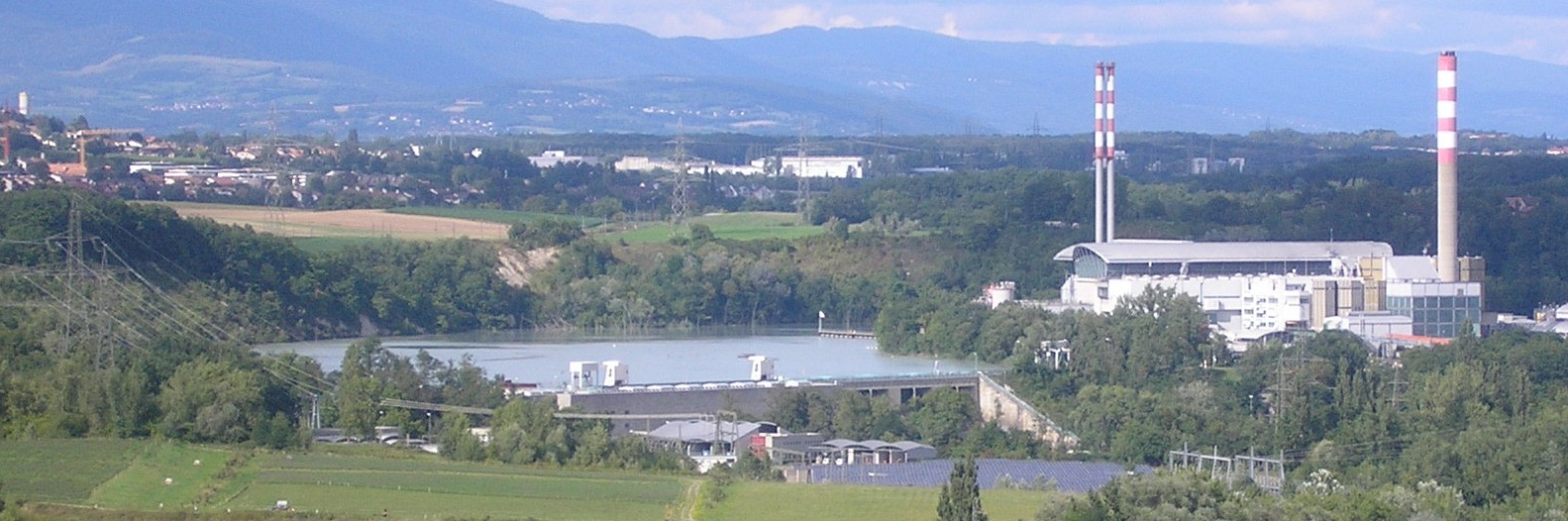
Barrage de Verbois et usine d’incinération des Cheneviers. Entre le barrage et le premier plan, on distingue la centrale solaire photovoltaïque « SIG Solar 3 ».

### Société des eaux de l'Arve

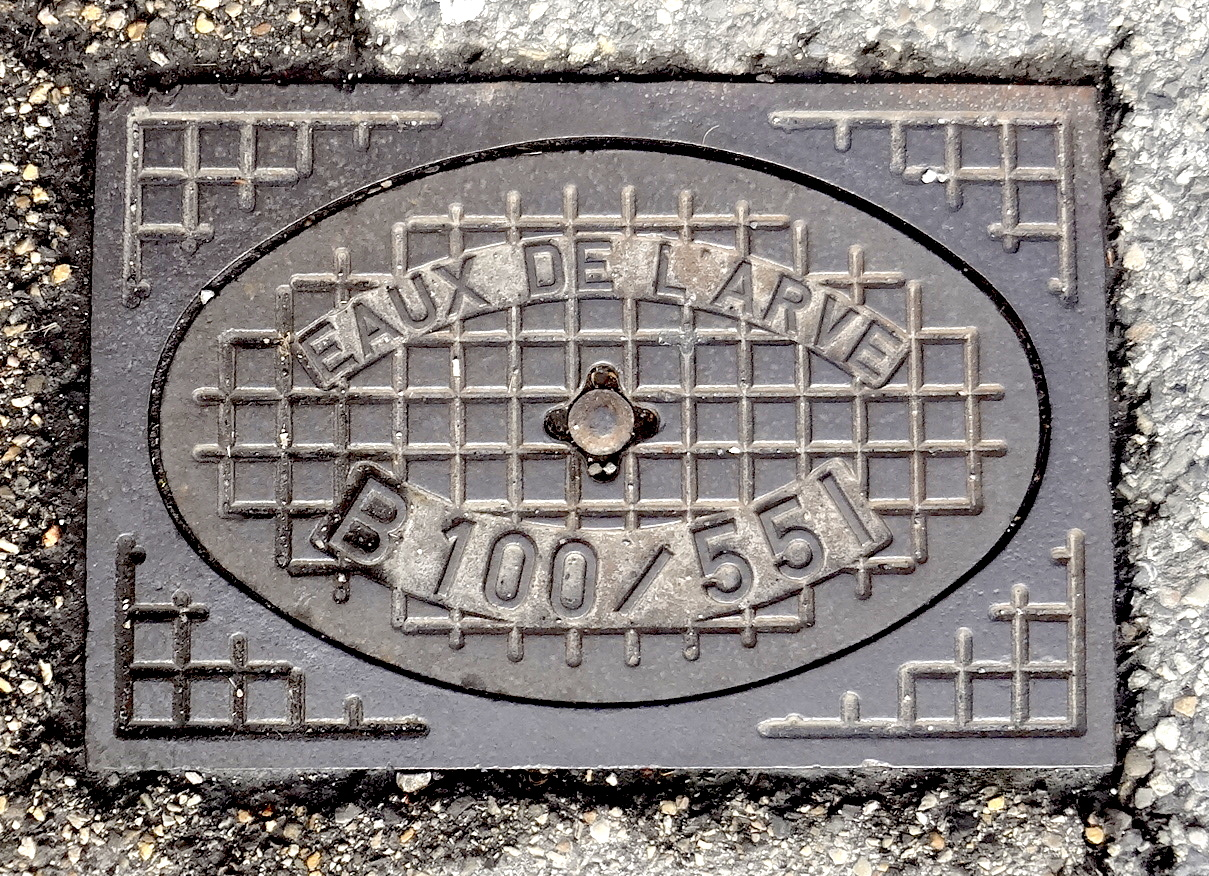
Couvercle en fonte à Champel : « Eaux de l'Arve ».

Sur l’Arve, qui se jette dans le Rhône à la Jonction, se trouve la centrale électrique de Vessy. Cette micro-centrale produit annuellement 1,7 GWh/an, elle est située sur la commune de Veyrier (rive gauche) avec une passerelle reliant la rive droite sur la commune de Chêne-Bougeries.
Cette installation est une ancienne centrale de pompage d’eau potable, mise en service en 1867. Elle a été la propriété de la « Société des eaux de l'Arve » (créée en 1886, rachetée par les SIG en 1988). Un petit barrage avec une chute de 2 à 3 mètres fournissait l’électricité nécessaire à six groupes qui pompaient l’eau dans la nappe phréatique, alimentant les communes d’Arve et Lac, les réservoirs de Bessinge (commune de Vandœuvres) et de Chêne-Bougeries,.
En 2016, environ 20 % de l’eau consommée à Genève vient des nappes phréatiques, grâce à 14 puits de pompage d'eau. Il y a aussi une station de réalimentation de la nappe phréatique située à Vessy.

### Réservoirs

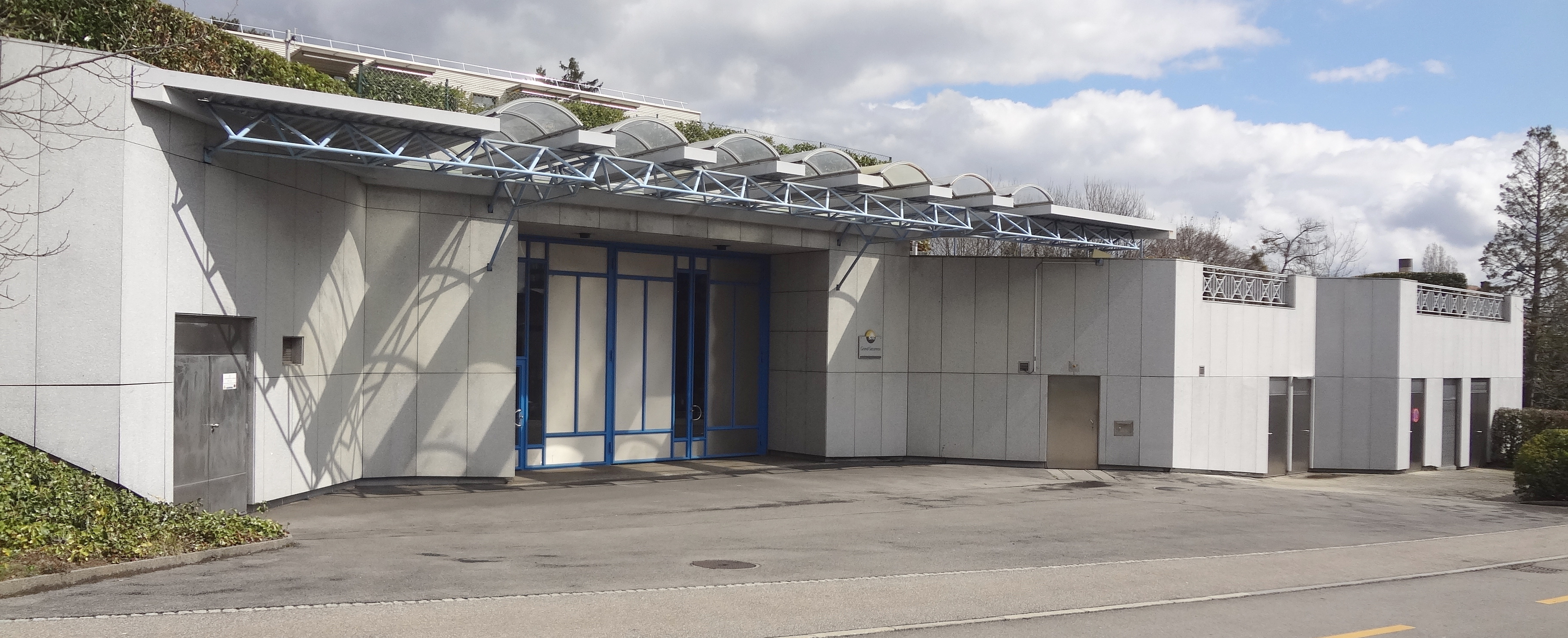
Accès aux réservoirs du Grand-Saconnex.

Les SIG gèrent aussi quelques réservoirs ; à Satigny (2005, deux cuves, total 18 680 m3, en remplacement du réservoir sur piliers de 1933), au signal de Bernex (36 000 m3), au Grand-Saconnex (20 000 m3, Ancienne-Route, depuis 1995), à Bessinge (commune de Vandœuvres, 20 000 m3). Les réservoirs du Bois de la Bâtie, construits en 1873 et 1934, ont été désaffectés au XXe siècle.

### Administration et ateliers
De 1932 à 1995, le centre administratif des SIG se trouvait à la Coulouvrenière (quartier de la Jonction) sur le terrain de l'ancienne usine à gaz (1844-1915) à laquelle succéda la voirie de Genève (1920-1931). les SIG y installèrent des bureaux, magasins, ateliers, garages et entrepôts,. Le centre administratif est situé depuis 1995 au Lignon, à l’emplacement de l'ancienne usine à gaz en activité de 1914 à 1967,. L’espace culturel autogéré Artamis occupe les bâtiments depuis 1996, puis une démolition partielle (« Carré vert ») et une longue dépollution des lieux précède la construction d’un écoquartier (logements, commerces de proximité, équipements publics) dès 2013. Les deux plus grands bâtiments sont conservés, au long du quai du Rhône et de la rue des Gazomètres,.

## Énergies

### Énergie électrique

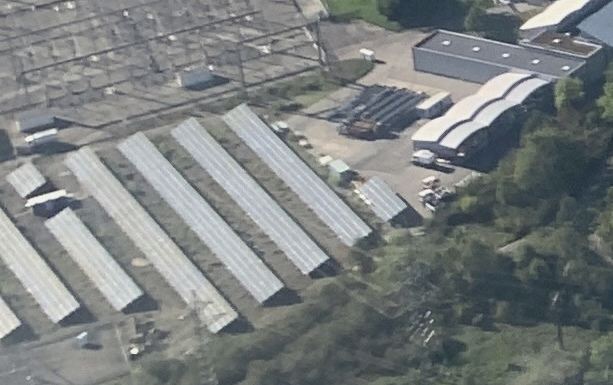
SIG Solar 3.

Les SIG commercialisent et distribuent l'électricité dans le canton de Genève, et produisent également une partie de l'électricité qu'ils distribuent.
En 2011, la production totale des SIG s’est élevée à 653,4 GWh, dont environ 25 % produits localement. L’origine est hydraulique pour environ 85 %. Les SIG détiennent le monopole de la distribution d'électricité dans le canton de Genève. Les sites consommant au moins 100 000 kWh par an sont libres de choisir leur fournisseur d’énergie.
Outre des barrages hydroélectriques, ils produisent également de l’électricité d’origine solaire photovoltaïque.
Sur un terrain associé au barrage de Verbois se trouve « SIG Solar 3 », une centrale solaire photovoltaïque de 6 000 panneaux mise en service en 2005, l’une des plus grandes de Suisse, sa production annuelle est de 1 GWh.
L’aéroport international de Genève annonce en 2017 un projet d’équipement de 55 000 m2 de toits avec des panneaux solaires photovoltaïques, qui devraient produire 7,5 GWh par an. Les SIG assureront la construction et l’exploitation de la centrale, et en seront propriétaires.

### Gaz
Les SIG gèrent le réseau de distribution de gaz naturel situé sur le canton de Genève.
La centrale de méthanisation du site de Châtillon, à Bernex, produit du biogaz à partir des déchets verts du canton de Genève. Les SIG visent une production d’énergie thermique de 86 GWh en 2021.

### Énergie thermique

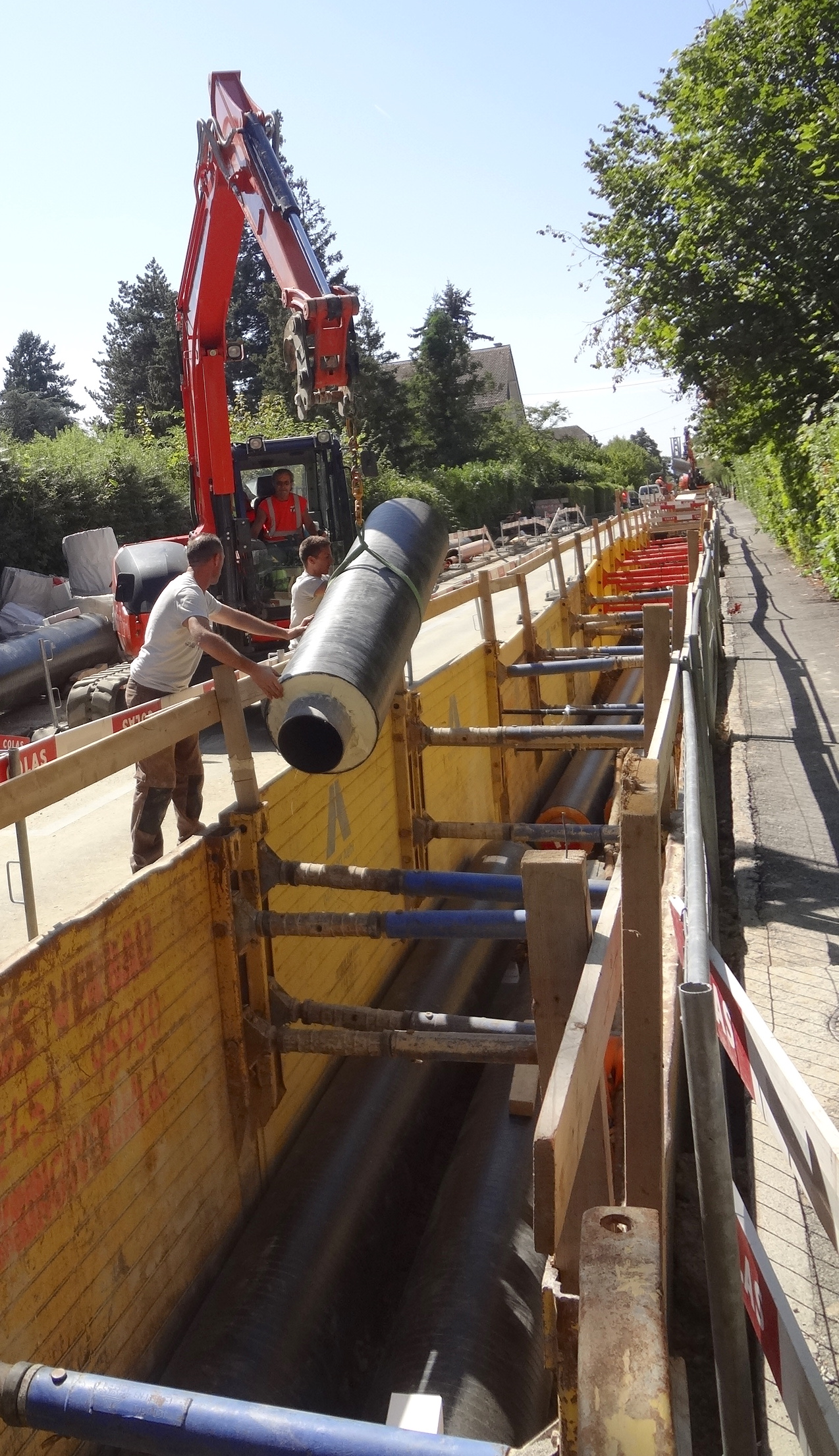
Chaleur à distance au Mervelet en 2016.

Une vingtaine de réseaux transportent sur le canton de Genève le chaud ou le froid, sur la base de ressources renouvelables. Le plus ancien et le plus étendu de réseau de chaleur à distance a été conçu lors de la construction de la cité du Lignon, et mis en service en 1964 : c'est le « CAD SIG » qui englobe les communes de Vernier, Meyrin, Grand-Saconnex, Petit-Saconnex et Genève (environ 40 000 habitants). Le second plus grand réseau, situé sur la rive gauche du Rhône, transporte la chaleur générée par l’usine d’incinération des Cheneviers vers Aire-la-Ville, Bernex, Confignon et la cité d’Onex depuis 2001 (environ 20 000 habitants, réseau « CADIOM »).
Ces « réseaux thermiques structurants » sont regroupés au moins depuis 2025 sous les appellations « GeniTerre » (chaleur produite à partir de déchets, de la biomasse, du gaz naturel) et « GeniLac » (rafraichissement et chaleur issue de l’eau du lac). Des réseaux utilisant la biomasse alimentent Collonge-Bellerive, Chancy, Chapelle-les Sciers (Plan-les-Ouates), Les Palettes (Lancy) et Vessy-Grands Esserts (Veyrier) ; la géothermie chauffe la Gradelle (Chêne-Bougeries) et Laurana-Parc (Thônex et Chêne-Bourg) ; des centrales au gaz naturel sont à Budé et aux Tours de Carouge ; « GeniLac » s’étant à Genève sur le quartier des Nations, au centre-ville et à la Jonction (« CADéco Jonction », 60 bâtiments appartenant à la ville ou à l’État), et est à l’étude concernant l’aéroport, l’Hôpital et le quartier du PAV (Genève / Carouge / Lancy). Des réseaux de « Mix renouvelable » sont à l’étude à Bellevue, sur la Rive gauche (CAD SIG) et à Plan-les-Ouates (ZIPLO, chaleur industrielle, dont un centre de données de la société Infomaniak qui chauffera 6 000 logements),.

## Gestion des déchets
Une vingtaine d’entreprises sont actives dans le canton de Genève, offrant des services de collecte et de transport, chacune plus ou moins spécialisée sur certains types de déchets. Une demi-douzaine sont généralistes, la plupart sont basées dans les zones industrielles de Vernier et Satigny (dont le Groupe Serbeco). Les Services industriels sont impliqués principalement via leur usine d’incinération des Cheneviers et le site de Châtillon. 

### Site de Châtillon
Cette « décharge cantonale » a été créée en 1963 sur la commune de Bernex. Ses activités sont gérées par les SIG. La décharge est constituée d’un centre de valorisation des déchets verts et d’une décharge.
La valorisation des déchets verts comprend une installation de compostage et une usine de méthanisation. Le biogaz issu de la méthanisation est valorisé sur place par cogénération d’électricité et de chaleur. 
Depuis 2013, il est prévu de remplacer les installations de Châtillon et de créer un « PôleBio », à l’horizon 2025, capable de traiter 40 000 tonnes de déchets organiques par an. Ce projet est cofinancé par les SIG, les entreprises Helvetia Environnement et Serbeco,,.
La décharge concerne les mâchefers (décharge de type D) et les déchets imputrescibles comme des terres polluées, des enrobés, des sables de STEP (décharge de type E). Le site étant arrivé à saturation, une solution temporaire de stockage extra-cantonale est organisée avec le canton du Jura (2022-2024).

## Liste des principales installations
| Lieu                     | Commune(s) (quartier)                 | Type                                                                                        | En service    | SIG depuis | Article                      | Illustration lien Commons |
| ------------------------ | ------------------------------------- | ------------------------------------------------------------------------------------------- | ------------- | ---------- | ---------------------------- | ------------------------- |
| Rhône                    | Genève (Saint-Gervais / Cité)         | Barrage (régulation niveau du Léman et débit du Rhône)                                      | 1841- 1995    | 1931       | Pont de la Machine           |                           |
| Rhône                    | Genève (Saint-Gervais / Cité)         | Usine de pompage « Machine hydraulique » (eau potable, alimente les fontaines)              | 1843- 1886    | —          | Pont de la Machine           |                           |
| Coulouvrenière           | Genève (Plainpalais)                  | Usine à gaz (gaz de houille)                                                                | 1844- 1915    | 1896?      | —                            |                           |
| Vessy                    | Veyrier                               | Usine de pompage (eau potable de la nappe phréatique)                                       | 1865- 1990    | 1988       | Centrale de Vessy            |                           |
| Rhône                    | Genève (Saint-Gervais / Cité)         | Usine hydroélectrique 700 kW (dont éclairage urbain)                                        | 1886- ca 1898 | 1931       | Pont de la Machine           |                           |
| Coulouvrenière Rhône     | Genève (Plainpalais)                  | Usine de pompage (eau potable du Léman)                                                     | 1886- 1992    | 1896?      | Bâtiment des Forces motrices |                           |
| Coulouvrenière Rhône     | Genève (Plainpalais)                  | Jet d'eau (issu de surpressions)                                                            | 1886- 1889    | —          | Forces motrices & Jet d'eau  |                           |
| Coulouvrenière Rhône     | Genève (Plainpalais)                  | Usine hydroélectrique « forces motrices » 420 kW et 1 600 kW de Chèvres en courant continu  | 1890- 1905    | 1896?      | Bâtiment des Forces motrices |                           |
| Jetée des Eaux-Vives     | Genève (Eaux-Vives)                   | Jet d'eau (touristique)                                                                     | 1891-         | 1896       | Jet d'eau de Genève          |                           |
| Chèvres                  | Bernex / Vernier                      | Usine hydroélectrique 0,013 GWh/an                                                          | 1896- 1943    | 1896?      | Usine de Chèvres             |                           |
| Coulouvrenière           | Genève (Plainpalais)                  | Usine thermique de secours 0,005 à 0,015 GWh/an (vapeur, courant continu pour les tramways) | 1905- 1961    | 1905       | —                            |                           |
| Lignon                   | Vernier                               | Usine à gaz                                                                                 | 1914- 1967    | 1914?      | —                            |                           |
| Chancy-Pougny            | Avully / Challex                      | Usine hydroélectrique 230 GWh/an                                                            | 1925-         | 1958/1965  | Barrage de Chancy-Pougny     |                           |
| Coulouvrenière           | Genève (Plainpalais)                  | Administration, magasins, ateliers                                                          | 1932- 1995    | 1931-      | —                            |                           |
| Verbois                  | Aire-la-Ville / Russin                | Usine hydroélectrique 466 GWh/an                                                            | 1944-         | 1944       | Barrage de Verbois           |                           |
| Prieuré                  | Genève (Pâquis)                       | Usine de pompage Station de traitement (eau potable du Léman)                               | 1957-         | 1957       | —                            |                           |
| Châtillon                | Bernex                                | Décharge cantonale                                                                          | 1963-         | ?          | —                            |                           |
| Cheneviers               | Aire-la-Ville                         | Usine d'incinération Centrale électrique                                                    | 1966-         | 2001       | Usine des Cheneviers         |                           |
| Jonction / Bâtie         | Genève (Jonction)                     | Quai de chargement (ordures ménagères)                                                      | 1966-         | 2001       | Usine des Cheneviers         |                           |
| Aïre                     | Vernier                               | Station d'épuration Production de biogaz                                                    | 1967-         | 2008       | Station d'épuration d'Aïre   |                           |
| Saint-Jean               | Genève (Saint-Jean)                   | Station de pompage des eaux usées (vers la station d’Aïre)                                  | 1967-         | 1967       | —                            |                           |
| Lignon et réseau         | Vernier Meyrin, Genève                | Centrale thermique et Réseau de chauffage urbain « CAD SIG »                                | 1975-         | 1975       | –                            |                           |
| Coulouvrenière Arquebuse | Genève (Plainpalais)                  | Station de pompage (eau potable, depuis le Prieuré)                                         | 1992-         | 1992       | Station de l'Arquebuse       |                           |
| Seujet                   | Genève (Plainpalais / Charmilles)     | Barrage (régulation niveau du Léman et débit du Rhône)                                      | 1995-         | 1995       | Barrage du Seujet            |                           |
| Seujet                   | Genève (Plainpalais / Charmilles)     | Usine hydroélectrique 20 GWh/an                                                             | 1995-         | 1995       | Barrage du Seujet            |                           |
| Lignon                   | Vernier                               | Administration, ateliers, dépôts                                                            | 1995-         | 1995       | —                            |                           |
| Rhône                    | Genève (Saint-Gervais / Cité)         | Espace d'exposition « Quartier Libre »                                                      | 1995?-        | 1995       | Pont de la Machine           |                           |
| Cheneviers et réseau     | Aire-la-Ville Bernex, Confignon, Onex | Centrale thermique et Réseau de chauffage urbain « CADIOM »                                 | 2001-         | 2001       | Usine des Cheneviers         |                           |
| Verbois                  | Russin                                | Centrale solaire photovoltaïque « SIG Solar 3 »                                             | 2005-         | 2005       | —                            |                           |
| Vessy                    | Veyrier                               | Usine hydroélectrique 1,7 GWh/an                                                            | 2007-         | 2007       | Centrale de Vessy            |                           |
| Bois-de-Bay              | Satigny                               | Station d'épuration                                                                         | 2009-         | 2009       | —                            |                           |
| Vengeron                 | Pregny-Chambésy                       | Station de pompage « GeniLac 60 MW »,                                                       | 2024          | 2024       | Station du Vengeron          |                           |

### Services industriels
- Christian Felix, Les Services industriels de Genève, Genève, Georg, 1935, 162 p. (Thèse en sciences économiques)
- Louis Comisetti, Le statut des Services industriels de Genève, Genève, Payot, 1937, 199 p.

### Énergies
- Gérard Duc, Anita Frei et Olivier Perroux, Eau, gaz, électricité : histoire des énergies à Genève du XVIIIe siècle à nos jours, Infolio, 2008, 261 p. (ISBN 978-2-88474-154-5)
- Gérard Duc et Olivier Perroux, « Énergie et crises économiques. Analyse à partir de l'exemple de Genève (de 1850 à nos jours) », dans Thomas David et al., Krisen. Ursachen, Deutungen und Folgen. Crises. Causes, interprétations et conséquences, Zürich, Chronos, 2012, 261 p. (ISBN 978-3-0340-1119-8), p. 171-186

Eau
- Stéphane Fischer et Maha Zein, Genève à la force de l’eau, une histoire de l’exploitation hydraulique : [Exposition] du 13 mai 2009 au 10 janvier 2011, Genève, Musée d’histoire des sciences, 2009, 41 p. (lire en ligne) – Dossier pédagogique
- Bernard Lescaze et S. Khalil Tahani, Un opéra sur l’eau ou la révélation d’un lieu : L’usine des Forces Motrices de la Coulouvrenière à Genève, Genève, Suzanne Hurter, coll. « Histoire et Architecture », 1997, 168 p. (ISBN 978-2-940031-41-2, présentation en ligne)

Gaz
- Le centenaire de l'industrie du gaz à Genève : 1844-1944, Genève, Services industriels de Genève, 1944, 78 p.
- Service de géologie, sols et déchets de l’État de Genève, Ancienne usine à gaz de la Coulouvrenière : Historique, état de pollution et décisions administratives - 19 novembre 2010, Forum ARPEA: Assainissement de sites contaminés en milieu urbain, 2010, 21 p. (lire en ligne)

Électricité
- Jean Pronier, Le cinquantenaire du Service de l'électricité, Genève, Services industriels de Genève, 1946, 33+14 p.
- Marcel Roesgen, « Le développement du Service de l'électricité de Genève », Bulletin technique de la Suisse romande, vol. 90,‎ 1964, p. 77-79 (lire en ligne)

### Eau potable
- Paul Pazziani, « Le service de distribution d'eau de Genève », Schweizerische Bauzeitung, vol. 72, no 37,‎ 1954, p. 527-533 (lire en ligne)
- Serge Paquier, L'eau à Genève et dans la région Rhône-Alpes : XIXe et XXe siècles, Paris, L’Harmattan, coll. « Histoire de l'innovation et entreprise », 2007, 292 p. (ISBN 978-2-296-04482-1)
- Serge Paquier et Géraldine Pflieger, « L'eau et les Services industriels de Genève : aux sources du modèle suisse des services urbains », Entreprises et histoire, no 50,‎ 2008, p. 36-51 (résumé)

### Eaux usées

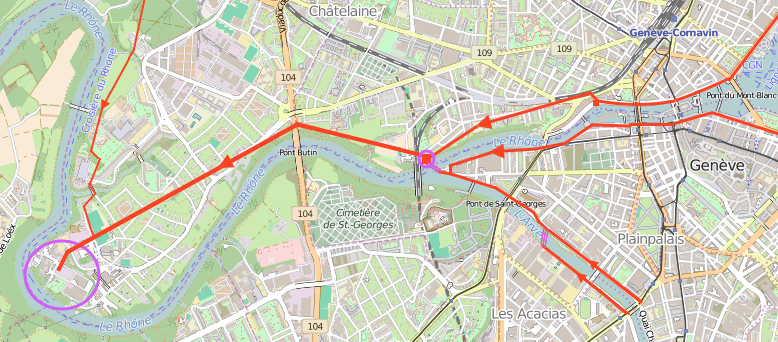
Principaux collecteurs d’eaux usées vers la station d’épuration d’Aïre.

- Eaux usées : l’assainissement au quotidien, Le Lignon, Services industriels de Genève, 2011, 31 p. (lire en ligne) – Dont un plan avec les 8 stations d’épurations et les 32 stations de pompage
- Assainissement des eaux usées : Rapport d’exploitation 2009, Le Lignon, Services industriels de Genève, 2010, 32 p. (lire en ligne)
- Yves Maystre, « L’épuration des eaux usées est-elle vraiment utile et nécessaire ? », Journal de Genève, no 226,‎ 28 septembre 1967, p. 11, 14-15 (lire en ligne) – Avec plan d’ensemble
- G. K., « Le programme d’assainissement des eaux s’achèvera début 1967 », Journal de Genève, no 179,‎ 4 août 1965, p. 6 (lire en ligne) – Avec plan d’ensemble
- Heinz Weisz et al., « Assainissement de la ville de Genève », Bulletin technique de la Suisse romande, vol. 91, no 14,‎ 1965, p. 202-210 (lire en ligne) – Dont « Construction des collecteurs » (rives gauche et droite du Rhône et de l’Arve, collecteur général) et siphons de l’Arve et du Rhône, avec plan d’ensemble, plans techniques et photographies

### Déchets
- Valorisation des déchets : Rapport d’exploitation 2015, Genève, Services industriels de Genève, juin 2016, 51 p. (lire en ligne) [PDF]